# Fallskärmsjägare

Tyska fallskärmsjägare under hoppning, 2009.

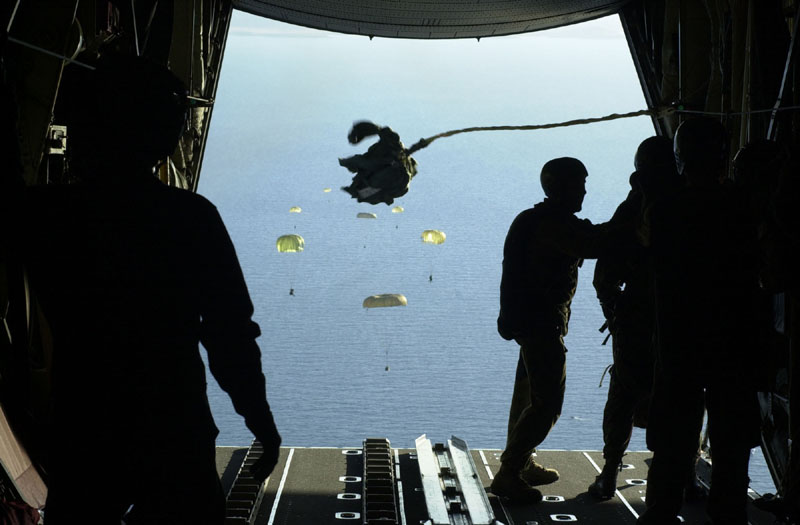
Australiska fallskärmsjägare hoppar över vatten, 2001.

Fallskärmsjägare är lättbeväpnade, rörliga soldater som inhämtar underrättelser och infiltrerar på djupet i en fiendes territorium. Fallskärmsjägare används även i överraskande punktangrepp. Infiltrering sker med hjälp av fallskärmshopp eller glidflygplan. 
En fallskärmsjägare skall kunna bära med sig all materiel för ett visst uppdrag och den enskilda jägarens packning kan väga upp till 70 kg exklusive vapen- och stridsutrustning. Ofta måste fallskärmsjägare kunna ligga i fält under längre perioder utan underhåll. Detta, kombinerat med den lätta beväpningen, gör fallskärmsjägarförband sårbara för koncentrerade massiva attacker. Hård specialiserad träning krävs därför för att förbättra fallskärmjägarens överlevnadschanser i fält.

## Historik
Under andra världskriget hade fallskärmsjägaren en viktig roll både för de allierade och tyskarna. 
1940 oskadliggjorde 78 tyska fallskärmsjägare, landsatta med glidflygplan, gränsfortet Eben-Emael under slaget om Belgien. 1941 sattes tyska fallskärmsjägare in vid invasionen av Kreta i stor skala, där de trots en tysk seger led stora förluster. Slaget blev något av en Pyrrhusseger för den tyska fallskärmsjägarkåren då de höga förlusterna ledde till att de inte luftlandsättes i stor skala under resten av kriget utan kämpade som en konventionell infanteristyrka. Den tyska fallskärmsjägarkåren kontrollerades av Luftwaffe under Hermann Göring och inte av Tysklands armé.
De allierade använde luftburna förband kompletterat med fallskärmsjägare under Operation Overlord (den allierade invasionen av det ockuperade Frankrike i juni 1944). Till skillnad från slaget om Kreta var fallskärmsjägarna här inte huvudstyrkan utan användes för att stötta landstigningarna på den franska kusten.
I september 1944 igångsattes Operation Market Garden som hade till syfte att snabbt göra slut på kriget genom ett koncentrerat anfall mot Tyskland genom att kringgå Siegfriedlinjen. Allierade fallskärmsjägare skulle säkra viktiga broarna över de större vattendragen i operationsområdet i Nederländerna bakom fiendens linjer ("Market"). Samtidigt skulle en markstyrka länka upp med fallskärmsjägarna ("Garden"). De brittiska fallskärmsjägarna misslyckades med att ta bron över Rhen under slaget om Arnhem och led stora förluster. 80% av den brittiska divisionen som sattes in blev antingen dödade, tillfångatagna eller försvunna. Markstyrkan nådde på grund av tyskt motstånd inte fram till de luftlandsätta trupperna. 
Under de västallierades invasion av Nazityskland iscensattes Operation Varsity i mars 1945. Syftet med operationen var att understödja den större Operation Plunder (övergången av floden Rhen). 16.000 fallskärmsjägare landsattes i den största luftburna operationen i världshistorien och lyckades med sitt uppdrag trots höga förluster.

## Sverige
I och med Försvarsbeslutet 2004 utgick fallskärmsjägarförbanden ur arméns insatsorganisation 2006, men ett kompani återfinns sedan 2008 inom ramen för underrättelsebataljonen.